# Biomuseo
Biomuseo è un museo che si trova sulla Amador Causeway a Panama, capitale di Panama. È stato progettato dal architetto Frank Gehry, in onore della prematura morte della moglie. Si tratta del primo progetto di Gehry in America Latina. Il design è stato concepito nel 1999 e il museo è stato inaugurato nell'ottobre 2014.
Il Biomuseo evidenzia la storia naturale e culturale di Panama, sottolineando il ruolo degli uomini nel XXI secolo. Le sue gallerie raccontano la storia di come l'ascesa dell'istmo di Panama ha cambiato il mondo.
Biomuseo si trova ad Amador, noto anche come Causeway, all'entrata sud del Canale di Panama.